# Грач, Эдуард Давидович
Эдуа́рд Дави́дович Грач (род. 19 декабря 1930, Одесса, СССР) — советский и российский скрипач, альтист и дирижёр, педагог. Народный артист СССР (1991).

## Биография
С 1936 года учился в специальной музыкальной школе-интернате для одарённых детей скрипичного педагога П. С. Столярского в Одессе. Первый педагог — Б. З. Мордкович. Продолжил образование в годы войны в Новосибирске под руководством И. А. Гутмана. В 1944—1948 годах учился в Центральной музыкальной школе при Московской консерватории, в 1948—1953 — в Московской консерватории им. П. И. Чайковского, в 1953—1958 — в аспирантуре консерватории. С 1944 по 1956 год занимался в школе и консерватории у А. И. Ямпольского, после его смерти — у Д. Ф. Ойстраха.
13 июля 1944 года в Новосибирске дал первый в жизни сольный концерт.
С 1949 года начал концертную деятельность как скрипач.
С 1953 года — солист Всероссийского гастрольно-концертного объединения, с 1965 — «Москонцерта», с 1975 — Московской филармонии.
В 1964 году вошёл в состав фортепианного трио вместе с Е. В. Малининым и Н. Н. Шаховской.
В 1979 году дебютировал в качестве дирижёра, возглавив Камерный оркестр Марийской АССР, с которым сыграл «Времена года» А. Вивальди.
В 1980 году начал концертную деятельность как альтист.
С 1990 года — организатор, художественный руководитель и дирижёр Камерного оркестра «Московия» Московской консерватории. Первый выход оркестра на сцену состоялся на юбилейном концерте в честь 100-летия со дня рождения А. И. Ямпольского. Репертуар «Московии» включает в себя классические произведения зарубежных и советских композиторов.
Гастролировал за рубежом (Албания, Венгрия, Франция, Югославия, Швеция, Англия, Италия, ГДР, ФРГ, Польша, Греция, Кипр, Египет, Китай и др.).
С 1989 года преподаёт на кафедре скрипки Московской консерватории, с 1990 года — профессор, в 1995—1998 и с 2007 года — заведующий кафедрой скрипки. Среди учеников — лауреаты многих международных конкурсов: А. Баева, Н. Борисоглебский, А. Ли, Г. Казазян, А. Притчин, Л. Солодовников и многие другие.
Проводит мастер-классы в Москве и городах России, в Англии, Венгрии, Германии, Голландии, Египте, Италии, Израиле, Китае, Корее, Польше, Португалии, Словакии, США, Франции, Чехии, Югославии, Японии, на Кипре, Тайване.
Член Попечительского совета Международного детского музыкального конкурса Ротари (Москва), президент и председатель жюри Международного конкурса имени А. И. Ямпольского, вице-президент Международного конкурса имени А. Курчи в Неаполе, председатель жюри Юношеского конкурса имени П. И. Чайковского, конкурсов «Новые имена», «Юношеские ассамблеи искусств», «Скрипка Севера» в Якутске, конкурса имени В. Гумля в Загребе (Хорватия), имени Л. ван Бетховена в Чехии. Член жюри международных конкурсов имени П. И. Чайковского, имени Г. Венявского в Познани, имени М. Лонг и Ж. Тибо в Париже, имени Н. Паганини в Генуе и Москве, имени Й. Иоахима в Ганновере (Германия), имени П. Владигерова в Болгарии, имени Й. Сигети и Ё. Хубаи в Будапеште, имени К. Нильсена в Оденсе (Дания), конкурсов скрипачей в Сеуле (Южная Корея), Клостер-Шёнтале (Германия), I Международного конкурса скрипачей в Буэнос-Айресе (Аргентина), IV Московского Международного конкурса скрипачей имени Д. Ф. Ойстраха, Международных конкурсов скрипачей в Астане (Казахстан) и ряда других.
С 1990 года является профессором в МГК им. П.И. Чайковского.

### Семья
- Жена — Валентина Павловна Василенко, пианистка, с 1990 года — постоянный сценический партнёр Э. Грача, работает концертмейстером в его консерваторском классе, солистка Камерного оркестра «Московия», заслуженная артистка РФ
- Дочь — Елена
- Сын — Евгений, скрипач, концертмейстер Лондонского оркестра

## Творчество
В репертуаре музыканта более 700 произведений. Первый исполнитель свыше 50 произведений для скрипки и альта. Стал первым интерпретатором многих сочинений современных авторов. Известен и как камерный исполнитель.
Выступал с лучшими отечественными и зарубежными оркестрами под управлением известных дирижёров: К. Зандерлинга, К. Иванова, Д. Кахидзе, Д. Китаенко, Ф. Конвичного, К. Кондрашина, К. Мазура, Н. Рахлина, Г. Рождественского, С. Самосуда, Е. Светланова, Ю. Темирканова, Т. Ханникайнена, К. Цекки, М. Шостаковича, Н. Ярви.
Записал свыше 100 пластинок.

## Награды и звания
- Лауреат конкурса музыкантов-исполнителей 2-го Международного фестиваля молодежи и студентов в Будапеште (1-я премия, 1949)
- Лауреат Международного конкурса им. М. Лонг и Ж. Тибо в Париже (2-я премия, 1955)
- Лауреат Международного конкурса им. П. И. Чайковского в Москве (5-я премия, 1962)
- Заслуженный артист РСФСР (14 октября 1974 года)
- Народный артист РСФСР (18 июня 1987 года)
- Народный артист СССР (28 ноября 1991 года) — за большие заслуги в развитии советского музыкального искусства[4]
- орден «За заслуги перед Отечеством» II степени (13 февраля 2017 года) — за выдающийся вклад в развитие отечественной культуры, многолетнюю плодотворную деятельность[5]
- Орден «За заслуги перед Отечеством» III степени (19 декабря 2005 года) — за большой вклад в развитие отечественного музыкального искусства и многолетнюю творческую деятельность[6][7]
- Орден «За заслуги перед Отечеством» IV степени (31 августа 1998 года) — за заслуги перед государством, большой вклад в укрепление дружбы и сотрудничества между народами, многолетнюю плодотворную деятельность в области культуры и искусства[8]
- Орден Почёта (11 июня 2011 года) — за большие заслуги в развитии отечественной культуры и искусства, многолетнюю плодотворную деятельность[9]
- Благодарность Президента Российской Федерации (12 апреля 2002 года) — за большой вклад в развитие музыкального искусства[10]
- Благодарность Президента Российской Федерации (12 декабря 2010 года) — за заслуги в области культуры и многолетнюю плодотворную работу[11]
- Благодарность Министра культуры и массовых коммуникаций Российской Федерации (9 февраля 2006 года) — за  вклад в развитие советской музыкальной культуры[12].
- Премия города Москвы в области литературы и искусства (2004)
- Почётная грамота Московской городской Думы (8 июля 2015 года) — за заслуги перед городским сообществом[13].
- Государственная премия Республики Саха (Якутия) (2009)
- Медаль Международного фонда Э. Изаи
- Знак Императорского Ордена Святой Анны 3 степени (2015)[14]
- Академик академии музыки «Monti Azzuri» (Италия)
- Почетный профессор Шанхайской и Сычуаньской консерваторий в Китае, Высшей школе музыки Республики Саха (Якутия), Университета «Индианаполис» в Афинах (Греция), мастер-классов «Кешет Эйлон» (Израиль)
- «Педагог года» в России в 1995, 2002 и 2003 годах (экспертная комиссия газеты «Музыкальное обозрение»)
- Лучший педагог в Южной Корее в 2005 году
- По версии Classical Music Archives — артист месяца (октябрь 2005)
- В 2000 году именем Э. Д. Грача названа звезда в созвездии Стрельца (сертификат 11 № 00575)[15]